# Jayne Atkinson
Jayne Atkinson (přech. Atkinsonová, * 18. února 1959 Bournemouth) je britsko-americká divadelní, televizní a filmová herečka.

## Život a kariéra
Narodila se v anglickém Bournemouthu. V roce 1968 (v jejích 9 letech) se rodina přestěhovala do Spojených států. Vyrůstala v North Miami Beach na Floridě, navštěvovala Severozápadní univerzitu a v roce 1985 absolvovala Yale School of Drama (titul MFA).
Hrát začala v regionálních divadlech, v roce 1987 debutovala na Broadwayi v revivalu hry Arthura Millera Všichni moji synové. Následně začala získávat hlavní divadelní role, například v Shakespearově Jindřichovi VIII. V roce 1996 získala Drama Desk Award, opakovaně byla nominována na Cenu Tony (za role v dramatech Obchodník s deštěm N. Richarda Nashe a Kouzelný duben Matthewa Barbera). Objevila se například ve filmech Zachraňte Willyho! (1993), Zachraňte Willyho 2 (1995) a Vesnice (2004). V letech 2006–2007 ztvárnila roli Karen Hayesové v seriálu 24 hodin, v letech 2007–2014 se objevovala v seriálu Myšlenky zločince a od roku 2013 hrála roli ministryně zahraničí Catherine Durantové ve všech šesti sériích politického seriálu Dům z karet.
Jejím manželem je herec Michel Gill.

## Filmografie

### Film
| Rok  | Název               | Role             | Poznámky |
| ---- | ------------------- | ---------------- | --- |
| 1993 | Zachraňte Willyho!  | Annie Greenwood  | |
| 1994 | Miliónový šek       | Sandra Waters    | |
| 1995 | Zachraňte Willyho 2 | Annie Greenwood  | |
| 2003 | Our Town            | Paní Gibbsová    | Televizní film Nominace – Satellite Award za nejlepší herečku ve vedlejší roli – seriál, minisérie nebo televizní film |
| 2004 | Vesnice             | Tabitha Walker   | |
| 2005 | Syriana             | Vedoucí oddělení | |
| 2005 | Dvanáctiletí        | Ashley Carges    | |
| 2008 | Nové sčítání hlasů  | Theresa LePore   | Televizní film |
| 2009 | Hezoun Harry        | Kellyho manželka | |
| 2010 | The Getaway         | Myrtle Sommers   | Krátký film |
| 2012 | Revenge for Jolly!  | Recepční         | |
| 2016 | The Congressman     | Casey Winship    | |
| 2022 | Baby Ruby           | Doris            | |

## Televize
| Rok             | Název                                     | Role                                                 | Poznámky                                                                                       |
| --------------- | ----------------------------------------- | ---------------------------------------------------- | ---------------------------------------------------------------------------------------------- |
| 1986            | A Year in the Life                        | Lindley Gardner Eisenberg                            | 3 díly                                                                                         |
| 1987–1988       | A Year in the Life                        | Lindley Gardner Eisenberg                            | 22 dílů                                                                                        |
| 1989            | Měsíční svit                              | Robin Fuller                                         | díl: „Shirts and Skins“                                                                        |
| 1990–1991       | Parenthood                                | Karen Buckman                                        | 12 dílů                                                                                        |
| 1995            | Akta X                                    | Willa Ambrose                                        | díl: „Fearful Symmetry“                                                                        |
| 1997            | Advokáti                                  | Ruth Gibson                                          | díl: „Part 1“                                                                                  |
| 2001–2002       | The Education of Max Bickford             | Lyla Ortiz                                           | 7 dílů                                                                                         |
| 2002–2008       | Zákon a pořádek                           | Dr. Claire Snyder / Melanie Carver / Obhájce Hammond | 3 díly                                                                                         |
| 2004            | Joan z Arkádie                            | Fran Montgomery                                      | díl: „Friday Night“                                                                            |
| 2006–2007       | 24 hodin                                  | Karen Hayes                                          | 30 dílů Nominace – Screen Actors Guild Award za vynikající herecký výkon v dramatickém seriálu |
| 2007–2014, 2020 | Myšlenky zločince                         | Erin Strauss                                         | 24 dílů                                                                                        |
| 2008            | Zákon a pořádek: Útvar pro zvláštní oběti | Marion Springer                                      | díl: „Savant“                                                                                  |
| 2010            | Super drbna                               | Dean Reuther                                         | 4 díly                                                                                         |
| 2011            | Ve službách FBI                           | Helen Anderson                                       | díl: „Deadline“                                                                                |
| 2012            | Spravedlnost v krvi                       | Sharon Harris                                        | díl: „Reagan V. Reagan“                                                                        |
| 2012            | Prozíravost                               | Helen Paulson                                        | 2 díly                                                                                         |
| 2013            | Stoupenci zla                             | Jacobova matka                                       | 2 díly                                                                                         |
| 2013–2018       | Dům z karet                               | Státní tajemnice Catherine Durantová                 | 38 dílů                                                                                        |
| 2015            | Zoo                                       | Amelia Sage                                          | 2 díly                                                                                         |
| 2016            | Dobrá manželka                            | Nora Valentine                                       | díl: „Landing“                                                                                 |
| 2016            | Nemocnice Chicago Med                     | Laura Clay                                           | díl: „Disorder“                                                                                |
| 2018            | Paní ministryně                           | Viceprezidentka Teresa Hurst                         | 5 dílů                                                                                         |
| 2018            | Živí mrtví                                | Georgie                                              | díl: „The Key“                                                                                 |
| 2018            | Castle Rock                               | Daria Reese                                          | 2 díly                                                                                         |
| 2019            | Bluff City Law                            | Della Bedford                                        | 10 dílů                                                                                        |
| 2021            | Clarice                                   | Ruth Martin                                          | 9 dílů                                                                                         |